# Biennale di Venezia
Die Biennale di Venezia (offiziell italienisch L’Esposizione Internazionale d’Arte, la Biennale di Venezia; auf Deutsch meist: Biennale (von) Venedig oder Kunstbiennale (von) Venedig) ist eine internationale Kunstausstellung in Venedig. Sie findet seit 1895 zweijährlich statt und ist damit die älteste Biennale und die älteste internationale Ausstellung zeitgenössischer Kunst.
Der Hauptschauplatz sind die Giardini della Biennale im Stadtteil Castello, wo sich 28 Länder in ihren nationalen Pavillons präsentieren. Mehrere Dutzend anderer Staaten, die auf diesem Areal keinen eigenen Pavillon erbaut haben, stellen während der Biennale in über das gesamte Stadtgebiet verstreuten, angemieteten Räumlichkeiten aus. Unabhängig von den Länderrepräsentationen gibt es im Arsenale eine durch Kuratoren zusammengestellte Themenausstellung.
Zur Biennale von Venedig gehören auch ein Musikfestival (seit 1930), die Filmfestspiele (seit 1932), ein Theaterfestival (seit 1934) und ein Festival für zeitgenössischen Tanz (seit 1999). Diese Veranstaltungen finden jährlich statt. Außerdem gibt es seit 1980 die Architekturbiennale, die abwechselnd mit der Kunstbiennale stattfindet, von 2002 bis 2018 regelmäßig in den geraden Jahren, ab 2021 in den ungeraden Jahren.

## Geschichte

### Bis zum Ersten Weltkrieg
Die Geschichte der Biennale von Venedig reicht in das Jahr 1893 zurück, in dem der Stadtrat von Venedig beschloss, im zweijährlichen Rhythmus eine Ausstellung der italienischen Kunst (Esposizione biennale artistica nazionale) ins Leben zu rufen. Erster Generalsekretär wurde Antonio Fradeletto.
Im Winter 1894–1895 wurde der Palazzo dell’Esposizione für die Ausstellung errichtet, die am 30. April 1895 als I Esposizione Internazionale d’Arte della Città di Venezia (1. Internationale Kunstausstellung der Stadt Venedig) in Anwesenheit des italienischen Königspaares Umberto I. und Margherita di Savoia eröffnet wurde. Mit 224.000 Besuchern war sie ein großer Publikumserfolg. Für die von Jahr zu Jahr wachsende Ausstellung nahm man sich das Konzept der Weltausstellung zum Vorbild. Sehr schnell etablierte sich die Ausstellung und wurde alle zwei Jahre durchgeführt.
Für die Auswahl der Werke wurden nationale Komitees berufen, eines je für Belgien, Dänemark, Deutschland, England, Frankreich, Italien, Niederlande, Österreich-Ungarn, Russland, Schweden und Norwegen sowie Spanien. Das deutsche Komitee bildeten Anton von Werner, Gustav Schönleber, Fritz von Uhde und der damals junge Max Liebermann. Zu den eigenen Werken wurden auch solche von Kollegen ausgestellt, darunter von Hans Bartels, Franz von Lenbach, Adolph Menzel und Franz von Stuck, von 20 Künstlern aus Deutschland. Die Ausstellung bestand insgesamt aus 516 Werken von 285 Künstlern.

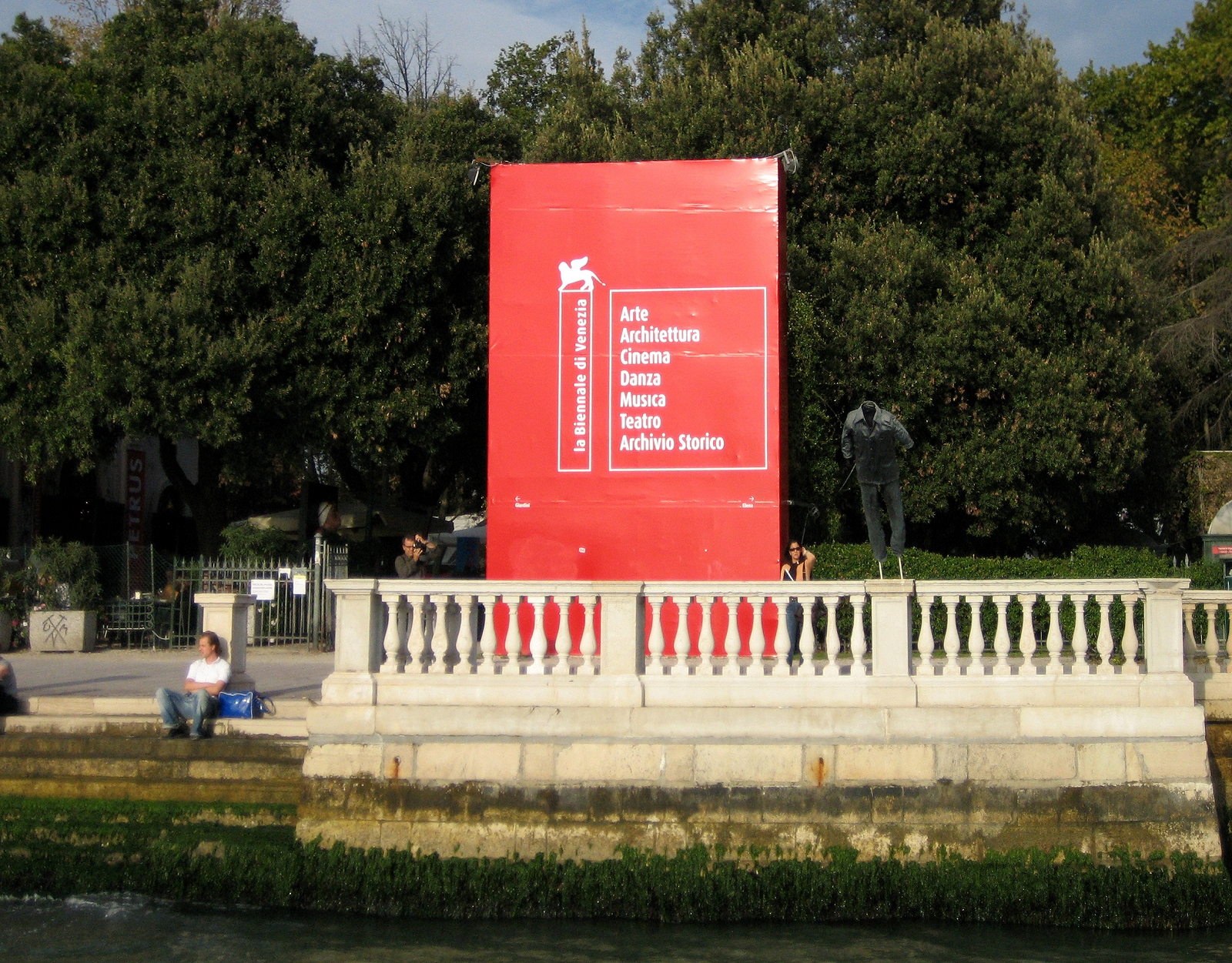
Eingang zu den Giardini, der Parkanlage, wo sich die Ausstellungspavillons vieler Länder befinden

Der erste Nationalpavillon auf einer Biennale wurde 1907 in den Giardini Pubblici vom belgischen Architekten und Designer Léon Sneyers für sein Heimatland entworfen. Die ersten international bedeutenden Künstler waren 1910 zu sehen: Ein Raum war Gustav Klimt gewidmet, Renoir wurde ausgestellt und Courbet eine Retrospektive gewidmet. Im Jahr 1905 ließ Antonio Fradeletto, der erste Generalsekretär der Biennale, eine Arbeit von Pablo Picasso aus dem spanischen Salon entfernen (vermutlich das große Gemälde Les Saltimbanques), da er befürchtete, dass seine Neuartigkeit die Öffentlichkeit schockieren könnte. Es dauerte bis 1948, dass erstmals Werke des spanischen Künstlers zu sehen waren.
Bis zur letzten Biennale vor dem Ersten Weltkrieg waren bereits sieben Nationalpavillons errichtet worden. Dem 1907 errichteten Pavillon Belgiens folgten Ungarn, Bayern (1909, ab 1912 als Deutscher Pavillon genutzt) und Großbritannien (1909), Frankreich (1912) und Russland (1914).

### Bis zum Zweiten Weltkrieg
Auf die erste Nachkriegsbiennale des Jahres 1920 wurden durch den neuen Generalsekretär Vittorio Pica erstmals Künstler der Avantgarde eingeladen (Alexander Archipenko). 1922 waren in einer Retrospektive die Werke Amedeo Modiglianis und eine Ausstellung von Skulpturen afrikanischer Künstler zu sehen. An dieser Auswahl wurde teils heftige Kritik laut. Um die „Dreistigkeit“ Picas zu zügeln, wurde ein 1930 wieder aufgelöster Verwaltungsausschuss ins Leben gerufen, der die Arbeit „begleiten“ sollte.
1928 wurde mit der Gründung des Historischen Instituts zeitgenössischer Kunst (Istituto Storico d’Arte Contemporanea) der Kern der archivalischen Sammlungen der Biennale begonnen. Das Institut wurde später in Historisches Archiv zeitgenössischer Kunst (ASAC, Archivio Storico d’Arte Contemporanea) umbenannt. Mit königlichem Dekret wurde die Biennale 1930 in eine autonome Verwaltungseinheit überführt. Die Kontrolle ging damit von der Stadt Venedig an den faschistischen Staat über. Mit der nun umfangreicheren finanziellen Ausstattung wurde die Biennale um die Bereiche Musik, Kino und Theater zu der multidisziplinären Veranstaltung erweitert, die sie bis heute ist. Das 1930 erstmals veranstaltete Internationale Festival Zeitgenössischer Musik war Teil der Biennale, bis es ab 1937 jährlich stattfand. 1932 folgten die ersten Filmfestspiele (Esposizione internationale d’arte cinematografica), die auf den Terrassen des Hotels Excelsior ausgetragen wurden. Es wurde bereits eine Abstimmung durchgeführt, aber noch keine Preise vergeben. Seit 1935 fanden die Festspiele jährlich statt. Zu den vor dem Krieg ausgezeichneten Filmen gehörten Clarence Browns Anna Karenina, Luis Trenkers Der Kaiser von Kalifornien, Carnet du bal von Julien Duvivier und Olympia von Leni Riefenstahl. Die internationalen Theaterfestspiele wurden 1934 erstmals ausgetragen. Auch sie wurden seit 1963 zu einer jährlichen Veranstaltung.

### Nachkriegszeit
Nach sechsjähriger Pause fand 1948 die erste Biennale nach dem Zweiten Weltkrieg statt. Besondere Aufmerksamkeit erhielten die Europäische Avantgarde und weltweit Strömungen zeitgenössischer Kunst. In den 1950er-Jahren wurde der abstrakte Expressionismus eingeführt, in den 1960er-Jahren die Pop Art. Der italienische Architekt Carlo Scarpa zeichnete bis 1972 für die bemerkenswerte Umgestaltung des Ausstellungsgeländes verantwortlich. Die Proteste der 68er-Bewegung führten die Biennale in eine Krise. Die großen Preise wurden abgeschafft und die Betonung weniger auf monografische Behandlung einzelner Künstler als auf thematische Ausstellungen gelegt. 1974 wurde die gesamte Ausstellung als Protest gegen den Militärputsch und die folgende Diktatur Augusto Pinochets dem Land Chile gewidmet. Anfang der 1980er-Jahre wurde die Biennale um die Architektur-Biennale und das Tanzfestival erweitert.

### Seit 1999
Seit 1999 wird auch das Arsenale (Schiffswerften) mit seinen Hallen aus dem 16. Jahrhundert als Ausstellungsfläche genutzt, welches vorher militärisches Sperrgebiet war. Da sich auch die Zahl der teilnehmenden Nationen erweiterte, sind deren Ausstellungsorte über Kirchen, Palazzi, scuole und aufgelassene Werkshallen in der ganzen Stadt verteilt. Goldene und silberne Löwen für beachtenswerte Werke oder Lebensleistungen werden erst seit 1986 auf der Kunstbiennale von Venedig verliehen, übernommen von der Kinobiennale, wo es den Goldenen Löwen schon seit 1949 gibt.
Bei der 50. Internationalen Kunstausstellung der Biennale von Venedig 2003 ließ der Künstler Santiago Sierra den Haupteingang des spanischen Pavillons zumauern. Nur gegen Vorlage eines spanischen Passes durfte das leere Gebäude durch den bewachten Hintereingang betreten werden. Dadurch sollte die globalisierte Welt und der Umgang mit Migration entlarvt werden. Der deutsche Pavillon zeigte Arbeiten von Candida Höfer und Martin Kippenberger, im österreichischen Pavillon wurde Bruno Gironcoli ausgestellt.
Im Januar 2004 wurde die Biennale in eine Stiftung umgewandelt, um das Potential der Ausstellung als Zentrum zeitgenössischer Kunst durch ein effektiveres Management besser auszuschöpfen. Wirtschaftlich ist der US-amerikanische Kultursektor Vorbild, in dem 30 Prozent des Budgets von privaten Sponsoren, 30 Prozent aus eigenen Einkünften, 30 Prozent aus öffentlichen Zuwendungen und 10 Prozent aus Einnahmen aus der Zunahme der Aktiva stammen.
Auf der 51. Biennale zeigte der deutsche Pavillon 2005 Arbeiten der Künstler Thomas Scheibitz und Tino Sehgal. Der österreichische Pavillon wurde von Hans Schabus in einen von innen begehbaren Berg verwandelt.
Die 52. Biennale fand vom 10. Juni bis zum 21. November 2007 statt. Kurator der Veranstaltung, an der rund 100 Künstler in 77 Länderpräsentationen teilnahmen, war der US-Amerikaner Robert Storr. Der deutsche Pavillon wurde von Isa Genzken gestaltet. Österreich wurde durch den Maler Herbert Brandl vertreten, für die Schweiz präsentierten Christine Streuli und Yves Netzhammer ihre Arbeiten. Der österreichische Künstler Andreas Fogarasi erhielt den Goldenen Löwen für den besten Länderbeitrag für seine Ausstellung im ungarischen Pavillon. Malick Sidibé wurde der Goldene Löwe für sein Lebenswerk zuerkannt.
Kurator der 53. Biennale 2009 war Daniel Birnbaum, der schwedische Kunsthistoriker und damalige Leiter der Staatlichen Hochschule für Bildende Künste (Städelschule) in Frankfurt am Main. Die 53. Ausgabe fand vom 7. Juni bis 22. November 2009 und 77 Ländern mit eigenen Pavillons statt, darunter erstmals gemeinsam Israel und der Iran. Die Schau mit 90 Künstlern stand unter dem Motto „Making Worlds“ (Weltenmachen).
Die schweizerische Kunsthistorikerin und Kuratorin Bice Curiger war Direktorin der 54. Biennale, die vom 4. Juni bis zum 27. November 2011 stattfand.
Die 55. Internationale Kunstausstellung der Biennale Venedig fand vom 1. Juni bis 24. November 2013 statt. Erstmals nahm der Heilige Stuhl teil (In Principio). Kurator war Massimiliano Gioni, der bisher jüngste in der Geschichte der Ausstellung. Der Titel lautete „Il Palazzo Enciclopedico“ (Der enzyklopädische Palast).
Die 56. Biennale fand vom 9. Mai bis 22. November 2015 statt. Künstlerischer Leiter war Okwui Enwezor unter dem Motto „All the World’s Futures“ (Alle Zukünfte der Welt).
Künstlerische Leiterin der 57. Biennale 2017 war die Französin Christine Macel mit dem Titel „Viva Arte Viva“ (etwa: Es lebe die Kunst, sie lebe), in der 120 Künstler aus 51 Ländern ihre Werke zeigen und mehr als 80 nationale Pavillons teilnehmen. Franz Erhard Walther wurde mit dem Goldenen Löwen als bester Künstler ausgezeichnet.
Bei der 58. Biennale 2019, die vom 11. Mai bis zum 24. November stattfand, war Ralph Rugoff der Kurator der Hauptausstellung. Unter dem Motto „May You Live in Interesting Times“ (Mögest du in interessanten Zeiten leben) wurden Werke von 83 Künstlerinnen und Künstlern gezeigt. Der amerikanische Filmemacher Arthur Jafa gewann den Goldenen Löwen als bester Künstler für sein Video „The White Album“. Der amerikanische Konzeptkünstler Jimmie Durham erhielt den Goldenen Löwen für sein Lebenswerk. Mit dem Hauptpreis für den besten nationalen Beitrag wurden die litauischen Künstlerinnen Rugile Barzdziukaite, Vaiva Grainyte und Lina Lapelyte ausgezeichnet.

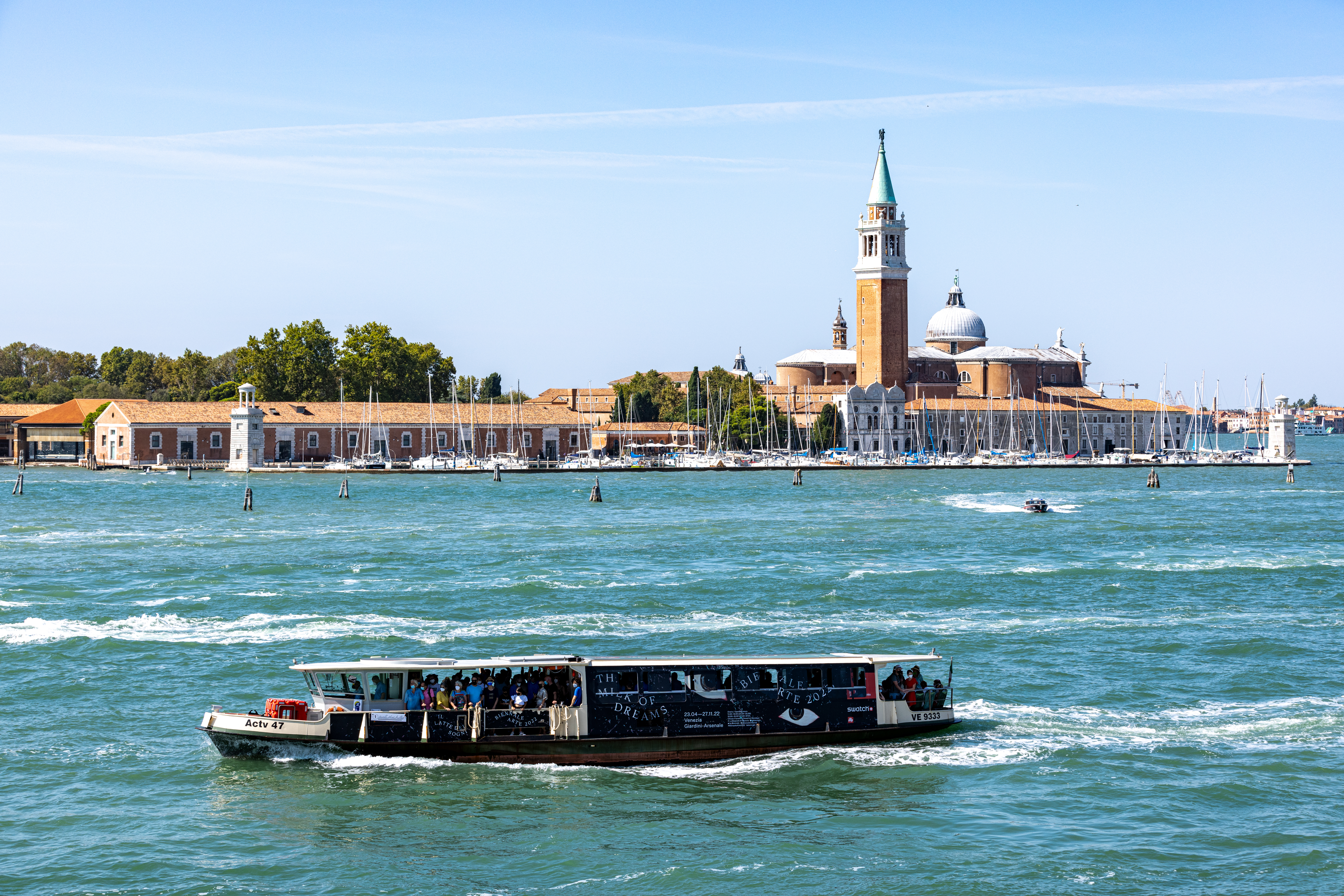
Werbung für die 59. Biennale auf einem Vaporetto in Venedig, Sept. 2022

Die 59. Biennale wurde wegen der Corona-Pandemie um ein Jahr verschoben und fand erst 2022 statt. Direktorin war die in New York lebende italienische Kunsthistorikerin Cecilia Alemani. Die Ausstellung fand unter dem Titel: The Milk of Dreams vom 23. April bis zum 27. November 2022 statt. Der Titel The Milk of Dreams („Die Milch der Träume“) entstammt dem Buch Leche del sueño von der britisch-mexikanischen surrealistischen Künstlerin Leonora Carrington (1917–2011), in der die Autorin eine magische Welt beschreibt, in der das Leben durch ein Prisma der Fantasie immer wieder auf das neue gesehen werden kann. Zu der Ausstellung wurden 213 Künstlerinnen und Künstler auch 58 unterschiedlichen Ländern eingeladen, von denen 180 zum ersten Mal bei der Biennale mit dabei waren. Erstmals bei einer Biennale mit dabei waren die Länder Kamerun, Namibia, Nepal sowie Oman und Uganda. Ebenfalls zum ersten Mal waren Künstlerinnen stärker vertreten aus die männlichen Kollegen, die in der Hauptausstellung lediglich mit 10 Prozent der gezeigten Kunstwerke vertreten waren.
Vor der 60. Biennale, die vom 20. April bis 24. November 2024 unter dem Motto „Stranieri ovunque“ („Fremde überall“) und kuratiert von dem Brasilianer Adriano Pedrosa stattfindet, forderte eine Allianz von Künstlern, Kuratoren und Museumsdirektoren den Ausschluss Israels wegen seiner Militäroperation im Gazastreifen, ohne den Terrorangriff der Hamas auf Israel am 7. Oktober 2023 zu erwähnen. Italiens Kulturminister Gennaro Sangiuliano lehnte dies ab und äußerte, Israel werde 2024 auf der Biennale vertreten sein. Die ausgewählte Künstlerin Ruth Patir ließ jedoch mitteilen, dass ihre Ausstellung erst gezeigt werde, wenn „ein Waffenstillstand und die Freilassung aller Geiseln erreicht ist“.
Zur Eröffnung wurde der Australier Archie Moore für die beste nationale Teilnahme und die neuseeländische Künstlergruppe Mataaho Collective als beste Teilnehmer in der Internationalen Ausstellung mit je einem Goldenen Löwen ausgezeichnet. Der Silberne Löwe der internationalen Hauptausstellung ging an die britisch-nigerianische Künstlerin Karimah Ashadu, die in Hamburg lebt. Die nationale Teilnahme des Kosovo wurde mit einer „Besonderen Erwähnung“ für seinen Pavillon gewürdigt. Die palästinensische Malerin, Aktivistin und Hochschullehrerin Samia Halaby erhielt eine „Besondere Erwähnung“ der Internationalen Jury, ebenso die Transperson La Chola Poblete aus Argentinien. Die italienisch-brasilianische Malerin und Bildhauerin Anna Maria Maiolino sowie die türkische Grafikerin und Fotografin Nil Yalter erhielten einen Goldenen Löwen für ihr Lebenswerk. Der Pavillon des Vatikans wurde im Frauengefängnis (mit etwa 80 Insassinnen) auf der Giudecca untergebracht. Zudem erfolgt am 28. Juli zum ersten Mal ein Papstbesuch auf der Biennale.
Die 61. Kunstbiennale vom 9. Mai bis 22. November 2026 sollte von Koyo Kouoh kuratiert werden. Sie verstarb im Mai 2025.

## Deutscher Pavillon

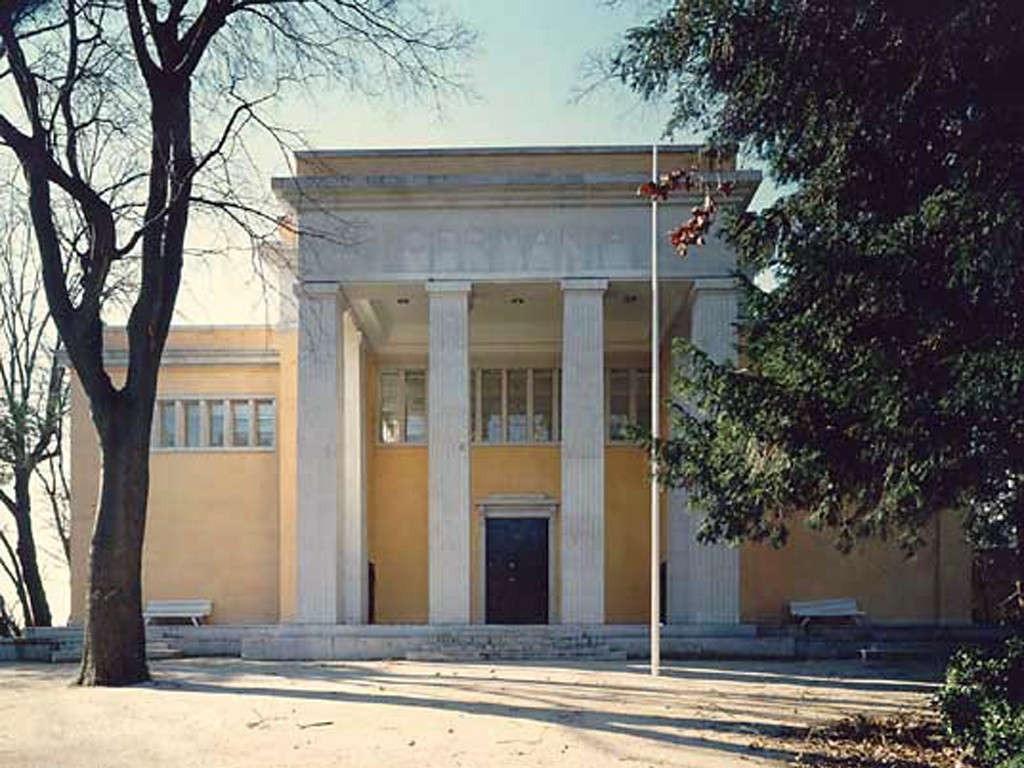
Der deutsche Pavillon nach dem Umbau von 1938 (Foto 2013)

### Geschichte
Deutschland beteiligte sich von Anfang an an der Biennale; im ersten Jahr wurden Werke von Max Liebermann, Gustav Schönleber und Fritz von Uhde gezeigt, damals noch im allgemeinen Ausstellungsgebäude, da noch kein eigener Pavillon existierte. Die Richard-Wagner-Büste fand Platz in den Giardini. Der deutsche Pavillon wurde 1909 als Bayerischer Pavillon nach antikisierenden Entwürfen des venezianischen Architekten Daniele Donghi erbaut. 1912 erfolgte die Umbenennung in Padiglione della Germania und manifestierte den Anspruch als offizieller Kulturbeitrag des gesamten Deutschen Reiches zur Biennale. 1938 wurde der Pavillon von den Nationalsozialisten umgestaltet. Der deutsche Architekt Ernst Haiger ersetzte die ionischen Säulen durch vier mächtige Rechteckpfeiler, auf denen ein giebelloser Architrav sitzt. Dadurch wurde dem Pavillon ein weit monumentalerer Eindruck verliehen und ein weiteres Ausstellungsgebäude zur Selbstdarstellung des Dritten Reichs geschaffen.
Nach dem Krieg übernahm 1950 die Bundesrepublik Deutschland das Anwesen. Ein von Arnold Bode eingereichter Plan zur äußeren Umgestaltung des Gebäudes wurde aufgrund finanzieller Engpässe nicht umgesetzt, lediglich der Hoheitsadler und die Hakenkreuze waren entfernt worden. Pläne, das Gebäude abzureißen, wurden verworfen. 1964 fand eine Sanierung der Innenräume statt. Dabei wurde der zentrale Raum durch Entfernung der Zwischenwand zur Apsis und einer transluzenten Lichtdecke unterhalb der hochgelegenen Fenster „zum Nachteil verändert“. Erst nach der Wiedervereinigung wurden Abriss-Pläne wieder diskutiert, die Entscheidung fiel aber zugunsten einer Sanierung, die 1995 durchgeführt wurde. Mittlerweile steht das Gebäude unter italienischem Denkmalschutz.
In der Zeit nach dem Zweiten Weltkrieg wurden zur Biennale eher retrospektive Ausstellungen zur deutschen Kunst in der 1. Hälfte des 20. Jahrhunderts gezeigt, die von den Nationalsozialisten als „entartet“ bezeichnet worden war. Erst ab 1964 lag die Betonung auf zeitgenössischer Kunst und wenigen oder einzelnen Künstlern, die eigene Werke für die Ausstellung schufen. Die Auseinandersetzung mit der Geschichte des Ortes war gerade in den 1960er- und 1970er-Jahren oftmals Gegenstand der ausgestellten Werke.
Von 1982 bis 1990 nahm die DDR mit eigenen Beiträgen im ehemaligen Pavillon der dekorativen Künste teil.
Der Träger des deutschen Pavillons ist die Bundesrepublik Deutschland, die auch Eigentümerin des Anwesens ist. Als Auftraggeber für die Vergabe des deutschen Beitrags ist das Auswärtige Amt zuständig. Es benennt einen Kurator (offiziell Kommissar/Kommissarin), der für die Auswahl der Künstler und die Organisation verantwortlich ist. Für die 52. Biennale 2007 und die 53. Biennale 2009 war Nicolaus Schafhausen der Kurator des Deutschen Pavillons. Kuratorin des deutschen Pavillons der 54. und 55. Biennale 2011 und 2013 war die Direktorin des Museums für Moderne Kunst (MMK) in Frankfurt am Main Susanne Gaensheimer. 2015 war Florian Ebner, Kunsthistoriker, bis 2017 Leiter der fotografischen Sammlung des Museums Folkwang in Essen und ab 1. Juli 2017 Leiter der Fotografie-Abteilung im Pariser Centre Pompidou, Kurator des deutschen Pavillons der 56. Biennale.
Im März 2023 wurde die Co-Direktorin der Staatlichen Kunsthalle Baden-Baden Çağla Ilk als Kuratorin des deutschen Pavillons 2024 ausgewählt. Kuratorin des deutschen Pavillons der Kunstbiennale 2026 ist Kathleen Reinhardt, Direktorin des Berliner Georg Kolbe Museums.

### Ausstellende Künstler (seit 1934)
- 1934: Karl Albiker, Bernhard Bleeker, Fritz Behn, Georg Kolbe, Edwin Scharff, Richard Scheibe, Josef Thorak
- 1940: Georg Sluyterman von Langeweyde

### Ausstellende Künstler (seit 1948)

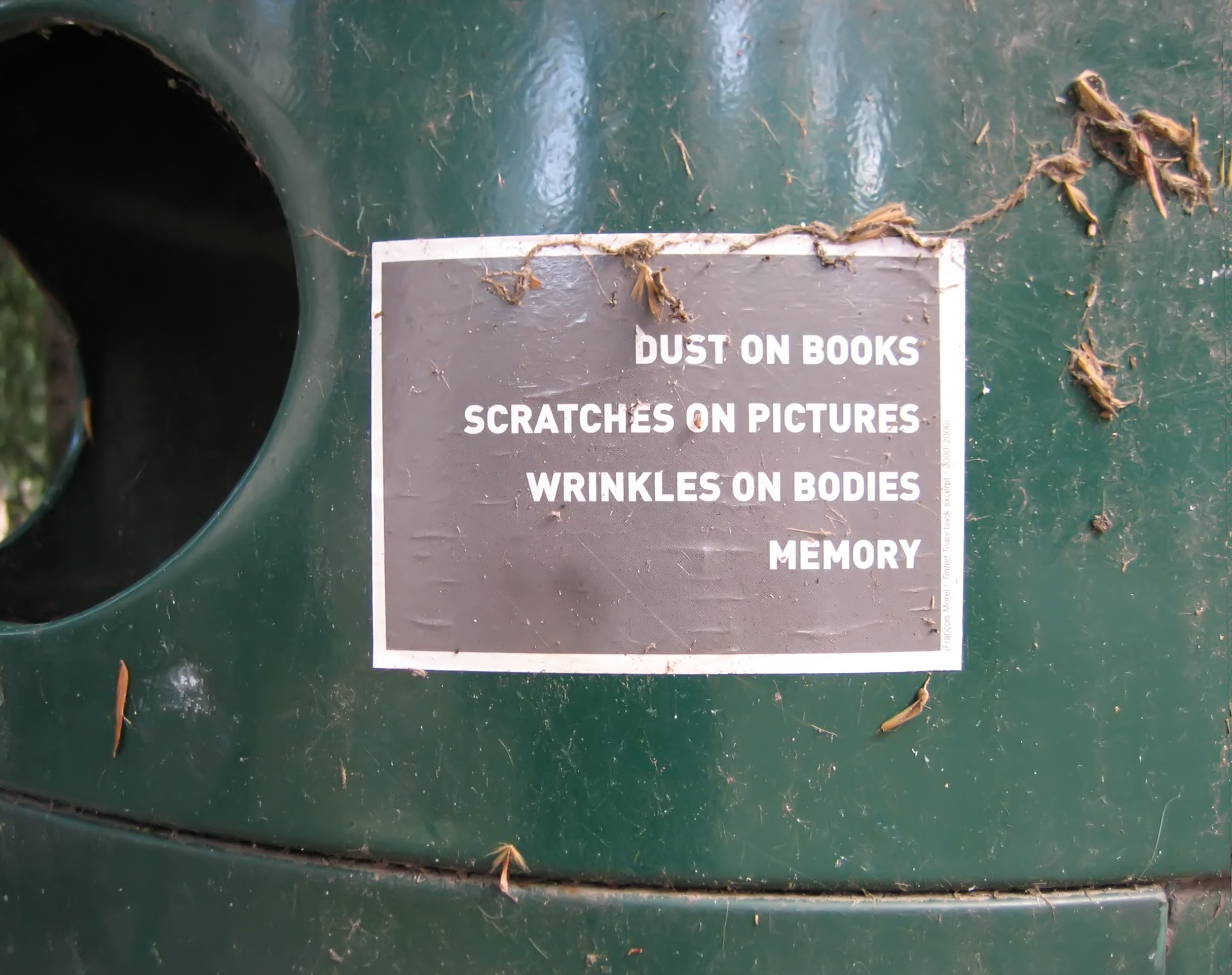
Biennale di Venezia 2007

- 1948 als inoffizieller Beitrag: Willi Baumeister, Otto Dix, Edgar Ende, Werner Gilles, Erich Heckel, Karl Hofer, Rolf Müller-Landau, Ernst Wilhelm Nay, Heinz Trökes (Kurator Eberhard Hanfstaengl)
- 1950: Künstlergruppe Blauer Reiter (Kurator Eberhard Hanfstaengl)
- 1952: Künstlergruppe Brücke (Kurator Eberhard Hanfstaengl)
- 1954: Heinz Battke, Leo Cremer, Edgar Ende, Paul Klee, Karl Kunz, Oskar Schlemmer, Rudolf Schlichter, Hans Uhlmann, Mac Zimmermann (Kurator Eberhard Hanfstaengl)
- 1958: Karl Otto Götz, Fred Thieler, Julius Bissier, Rolf Cavael, Werner Gilles, Otto Herbert Hajek, Wassily Kandinsky, Heinrich Kirchner, Fritz Koenig, Hans Mettel, Otto Pankok, Hans Platschek, Ernst Andreas Rauch, Walter Raum, Karl Schmidt-Rottluff, Johanna Schütz-Wolff, Emil Schumacher, K. R. H. Sonderborg, Heinz Trökes, Wilhelm Wessel, Hans Wimmer (Kurator Eberhard Hanfstaengl)
- 1960: Willi Baumeister, Julius Bissier, Emil Cimiotti, Karl Schmidt-Rottluff, Rupert Stöckl, Werner Schreib, Ernst Weiers (Kurator Hans Konrad Röthel)
- 1962: Werner Gilles, HAP Grieshaber, Erich Heckel, Alfred Lörcher, Brigitte Matschinsky-Denninghoff, Emil Schumacher (Kurator Hans Konrad Röthel)
- 1964: Joseph Faßbender, Norbert Kricke (Kurator Eduard Trier)
- 1966: Horst Antes, Günter Haese, Günter Ferdinand Ris (Kurator Eduard Trier)
- 1968: Karl Otto Götz, Horst Janssen, Richard Oelze (Kurator Alfred Hentzen)
- 1970: Kaspar-Thomas Lenk, Heinz Mack, Georg Karl Pfahler, Günther Uecker (Kurator Dieter Honisch)
- 1972: Gerhard Richter, Friedrich Gräsel (Kurator Dieter Honisch)
- 1976: Joseph Beuys, Jochen Gerz, Reiner Ruthenbeck (Kurator Klaus Gallwitz)
- 1978: Dieter Krieg, Ulrich Rückriem (Kurator Klaus Gallwitz)
- 1980: Georg Baselitz, Anselm Kiefer (Kurator Klaus Gallwitz)
- 1982: Hanne Darboven, Gotthard Graubner, Wolfgang Laib (Kurator Johannes Cladders)
- 1984: Lothar Baumgarten (ausgezeichnet mit dem Goldenen Löwen), A. R. Penck (Kurator Johannes Cladders)
- 1986: Sigmar Polke (ausgezeichnet mit dem Goldenen Löwen) (Kurator Dierk Stemmler)
- 1988: Felix Droese (Kurator Dierk Stemmler)
- 1990: Bernd und Hilla Becher, Reinhard Mucha (Kurator Klaus Bußmann)
- 1993: Hans Haacke, Nam June Paik (Kurator Klaus Bußmann)
- 1995: Katharina Fritsch, Martin Honert, Thomas Ruff (Kurator Jean-Christophe Ammann)
- 1997: Gerhard Merz, Katharina Sieverding (Kuratorin Gudrun Inboden)
- 1999: Rosemarie Trockel (Kuratorin Gudrun Inboden)
- 2001: Gregor Schneider (ausgezeichnet mit dem Goldenen Löwen) (Kurator Udo Kittelmann)
- 2003: Candida Höfer, Martin Kippenberger (Kurator Julian Heynen)
- 2005: Thomas Scheibitz, Tino Sehgal (Kurator Julian Heynen)
- 2007: Isa Genzken (Kurator Nicolaus Schafhausen)
- 2009: Liam Gillick (Kurator Nicolaus Schafhausen)
- 2011: Christoph Schlingensief (ausgezeichnet mit dem Goldenen Löwen) (Kuratorin Susanne Gaensheimer)
- 2013: Ai Weiwei, Romuald Karmakar, Santu Mofokeng, Dayanita Singh (Kuratorin Susanne Gaensheimer). Deutschland tauschte den Pavillon mit Frankreich.
- 2015: Olaf Nicolai, Hito Steyerl, Tobias Zielony und das Künstlerpaar Jasmina Metwaly und Philip Rizk (Kurator Florian Ebner)[19]
- 2017: Anne Imhof (ausgezeichnet mit dem Goldenen Löwen als bester nationaler Beitrag) (Kuratorin Susanne Pfeffer)
- 2019: Natascha Sadr Haghighian (Kuratorin: Franciska Zólyom)
- 2022: Maria Eichhorn (Kurator: Yilmaz Dziewior)
- 2024: Yael Bartana, Ersan Mondtag (Kuratorin: Çağla Ilk) im deutschen Pavillon;  zum Thema Klänge auf der Insel La Certosa Robert Lippok, Jan St. Werner und die Forschenden Michael Akstaller und Nicole L’Huillier[20]
- 2026: Henrike Naumann, Sung Tieu

## Österreichischer Pavillon

### Geschichte
Österreich ist seit 1895 auf der Biennale vertreten, zunächst durch einen Saal im Zentralpavillon. Der österreichische Pavillon wurde 1933/1934 als nüchterner Zweckbau, als White Cube, von dem Wiener Architekten Josef Hoffmann (1870–1956) unter Assistenz von Robert Kramreiter (1905–1965) entworfen und 1934 errichtet.

### Ausstellende Künstler (seit 1976)
- 1976: Rudolf Hoflehner, Rudolf Kedl, Wolfgang Walkensteiner, Reimo Wukounig (Kommissärin Leopoldine Springschitz)
- 1978: Arnulf Rainer (Kommissäre Werner Hofmann und Hans Hollein)
- 1980: Valie Export und Maria Lassnig (Kommissäre Werner Hofmann und Hans Hollein)
- 1982: Walter Pichler (Kommissär Hans Hollein)
- 1984: Christian Ludwig Attersee (Kommissär Hans Hollein)
- 1986: Max Peintner und Karl Prantl (Kommissär Hans Hollein)
- 1988: Siegfried Anzinger (Kommissär Hans Hollein)
- 1990: Franz West (Kommissär Hans Hollein)
- 1993: Gerwald Rockenschaub mit Andrea Fraser und Christian Philipp Müller (Kommissär Peter Weibel)
- 1995: Coop Himmelb(l)au, Peter Kogler, Richard Kriesche, Peter Sandbichler / Constanze Ruhm, Eva Schlegel, Ruth Schnell (Kommissär Peter Weibel)
- 1997: Die Wiener Gruppe (Friedrich Achleitner, Konrad Bayer, Gerhard Rühm, Oswald Wiener) (Kommissär Peter Weibel)
- 1999: Peter Friedl, Rainer Ganahl, Christine und Irene Hohenbüchler, Wochenklausur (Kommissär Peter Weibel)
- 2001: Granular Synthesis, Gelatin (Kommissärin Elisabeth Schweeger)
- 2003: Bruno Gironcoli (Kommissär Kasper König)
- 2005: Hans Schabus (Kommissär Max Hollein)
- 2007: Herbert Brandl (Kommissär Robert Fleck)
- 2009: Elke Krystufek, Dorit Margreiter, Lois & Franziska Weinberger (Kommissärinnen: Valie Export und Silvia Eiblmayr)
- 2011: Markus Schinwald (Kommissärin: Eva Schlegel)
- 2013: Mathias Poledna (Kommissär: Jasper Sharp)
- 2015: Heimo Zobernig (Kommissär: Yilmaz Dziewior)
- 2017: Brigitte Kowanz und Erwin Wurm (Kommissärin: Christa Steinle)
- 2019: Renate Bertlmann (Kuratorin: Felicitas Thun-Hohenstein)[21]
- 2022: Jakob Lena Knebl und Ashley Hans Scheirl[22] (Kommissärin Karola Kraus)
- 2024: Anna Jermolaewa (Kuratorin: Gabriele Spindler)[23]
- 2026: Florentina Holzinger (Kuratorin: Nora-Swantje Almes)[14]

## Schweizer Pavillon

### Geschichte
Die Schweiz nimmt seit 1920 an der Biennale teil. Der Schweizer Pavillon wurde 1951 in den Giardini von dem Architekten Bruno Giacometti erbaut und zur Biennale 1952 eröffnet. Seit 1932 nutzte die Schweiz zudem einen Pavillon erbaut von Brenno Del Giudice auf der Insel Sant’Elena. Zusätzlich nutzte die Schweiz von 1988 bis 2009 die Kirche San Stae als Ausstellungsort. Seit 2012 ist Pro Helvetia für die Beiträge zuständig, die von einer Jury ausgewählt werden.

### Ausstellende Künstler (seit 1920)
- 1920: Gruppenausstellung
- 1926: Gruppenausstellung
- 1932: Paul Bodmer, Numa Donzé, Augusto Giacometti, Karl Otto Hügin, Reinhold Kündig, Martin Lauterburg, Ernst Morgenthaler, Alfred Heinrich Pellegrini, Karl Geiser, Hermann Haller, Hermann Hubacher, Jakob Probst, René Victor Auberjonois, Maurice Barraud, Hans Berger, Abraham Hermanjat, Albert Carl Angst
- 1934: Cuno Amiet, Hermann Haller
- 1936: Emilio Maria Beretta, Charles Chinet, Georges Dessouslavy, Marguerite Frey-Surbek, Karl Geiser, René Guinand, Hans Haefliger, Werner Hartmann, Karl Hosch, Eugen Meister, Aldo Patocchi, Eduard Spörri, Hans Stocker, Max Uehlinger, Max Reinhold Weber, Rudolf Zender
- 1938: Victor Surbek, Hermann Hubacher, Hans Berger
- 1940: Louis Moilliet, Jakob Probst, Alexandre Blanchet
- 1942: Karl Walser, Otto Charles Bänninger, Max Hunziker
- 1948: Fritz Pauli, Franz Fischer, René Auberjonois, Albert Schnyder
- 1950: Alfred Heinrich Pellegrini, Ernst Suter
- 1952: Hans Fischer, Max Gubler, Jakob Probst
- 1954: Cuno Amiet, Carl Burckhardt, Paul Speck, Marcel Poncet
- 1956: Hans Aeschbacher, Walter Bodmer, Johannes Burla, Eugen Häfelfinger, Walter Linck, Bernhard Luginbühl, Robert Müller, Erwin Rehmann, Louis Léon Weber, Sophie Taeuber-Arp, André Gigon, Hansjörg Gisiger, René Monney, Antoine Poncet, Léon Prébandier, André Ramseyer, Serge Brignoni
- 1958: Max Bill, Richard Paul Lohse, Camille Graeser, Theodor Bally, Wolf Barth, Walter Bodmer, Theo Eble, Fritz Glarner, Leo Leuppi, Louis René Moilliet, Wilfrid Moser, Max Rudolf von Mühlenen
- 1960: Otto Tschumi, Varlin, Robert Müller
- 1962: Albert Schilling, Paul Speck, Louis René Moilliet
- 1964: Hans Aeschbacher, Fritz Glarner, Zoltán Kemény, Bernhard Luginbühl
- 1966: Johannes Itten, Walter Linck
- 1968: Hans Aeschbacher, Fritz Glarner
- 1970: Peter Stämpfli, Walter Vögeli, Jean-Edouard Augsburger
- 1972: Richard Paul Lohse, Willy Weber
- 1976: Gruppenausstellung
- 1978: Raffael Benazzi, Roland Hotz, Jean Lecoultre
- 1980: Peter Steiner, Wilfrid Moser, Oscar Wiggli
- 1982: Dieter Roth
- 1984: Miriam Cahn
- 1986: John Armleder, Aldo Walker
- 1988: Markus Raetz
- 1990: Olivier Mosset
- 1993: Christoph Rütimann
- 1995: Peter Fischli und David Weiss
- 1997: Urs Frei, Helmut Federle, Pipilotti Rist (Ever Is Over All)
- 1999: Roman Signer (Kurator: Konrad Bitterli)
- 2001: Urs Lüthi (Pavillon); Möslang/Guhl (San Stae)
- 2003: Emmanuelle Antille (Pavillon); Gerda Steiner & Jörg Lenzlinger (San Stae)
- 2005: Gianni Motti, Shahryar Nashat, Marco Poloni, Ingrid Wildi (Pavillon); Pipilotti Rist (Homo Sapiens Sapiens, Kirche San Stae)
- 2007: Christine Streuli, Yves Netzhammer (Pavillon); Ugo Rondinone, Urs Fischer (San Stae)
- 2009: Silvia Bächli (Pavillon); Fabrice Gygi (San Stae)
- 2011: Thomas Hirschhorn (Pavillon); Andrea Thal (Kuratorin; Teatro Fondamenta Nuove)
- 2013: Valentin Carron (Kurator: Giovanni Carmine)
- 2015: Pamela Rosenkranz (Kuratorin: Susanne Pfeffer)
- 2017: Carol Bove, Teresa Hubbard / Alexander Birchler (Kurator: Philipp Kaiser)
- 2019: Pauline Boudry / Renate Lorenz (Kuratorin: Charlotte Laubard)
- 2022: Latifa Echakhch in Zusammenarbeit mit dem Komponisten Alexandre Babel (Kurator: Francesco Stocchi)
- 2024: Guerreiro do Divino Amor (Kurator: Andrea Bellini)[25]
- 2026: Kollektiv, bestehend aus Luca Beeler (Kurator), Gianmaria Andreetta, Nina Wakeford, Miriam Laura Leonardi, Lithic Alliance und Yul Tomatala[26]

## Architekturbiennale

### 9. Internationale Architektur-Biennale Venedig (2004)
Die 9. Internationale Architektur-Ausstellung „Metamorph“ (2004) stand unter der Direktion von Kurt W. Forster und den beiden Assistant Directors Nanni Baltzer und Matteo Cainer. In verschiedene thematische Kapitel unterteilt, zeigte die Biennale aktuelle Tendenzen und historische Bezüge. Erstmals war eine umfassende Fotosektion Teil der Architekturbiennale: „Morphing Lights, Floating Shadows“, Kuratorin: Nanni Baltzer. Die drei Teile der Fotosektion zu den Themen Landschaft, Stadt und Atmosphäre waren in den Ausstellungsparcours integriert und bildeten so einen festen Bestandteil der Architekturshow. Ebenfalls das erste Mal wurde dem zweibändigen Katalog ein dritter Band mit Essays internationaler Fachleute beigefügt.
Der Schweizer Hauptbeitrag war Globus Cassus, eine architektonische Utopie von Christian Waldvogel, welche die Umwandlung der Erde in eine viel größere, hohle und auf ihrer Innenseite bewohnte Sphäre von diskusartiger Form vorsieht. Die von außen nach innen „umgestülpte Erde“ ist gemäß Waldvogel ein „antipodisches“ Modell, das als „Spielplatz dienen soll, um neue, frische und ungebundene Ideen für eine ideale Welt zu entwickeln“. (“It is meant to be a playground to develop new, fresh and unrestricted ideas for an ideal world.”) Als Kunstprojekt gehört es in den Bereich der Netz- und Prozesskunst.

### 10. Internationale Architektur-Biennale Venedig (2006)
Die Ausstellung im Deutschen Pavillon mit dem Titel „CONVERTIBLE CITY – Formen der Verdichtung und Entgrenzung“ vom 10. September bis 19. November 2006 präsentierte rund 30 Projekte, die in ihrem Selbstverständnis den Anforderungen einer sich verändernden Gesellschaft und Kulturlandschaft durch Umnutzung, Wandel und Neubespielung gerecht werden. Der Deutsche Beitrag untersuchte stimulierende Umgestaltungen in bestehenden stadträumlichen Situationen, welche die Dynamik und Kreativität des städtischen Lebens bereichern. Beispielhafte Projekte illustrierten die spannungsreiche Verdichtung und Verwandlung von Architektur und Stadtgefüge sowie die nachhaltige Nutzung der vorhandenen Potenziale des nach oben hin offenen Stadtrandes für neue Wohn- und Arbeitswelten. Mit der Schwerpunktsetzung der Ausstellung auf Transformation und Konversion im urbanen Umfeld wurde auch ein sich innerhalb der Architektur vollziehender Wahrnehmungswandel aufgezeigt. Als Katalog zur Ausstellung erschien eine Ausgabe der Architekturzeitschrift archplus. Mit einer Gastredaktion wendeten die Generalkommissare bewusst das Prinzip der Konversion bereits existierender Strukturen auf die Publikation an.

### 11. Internationale Architektur-Biennale Venedig (2008)
Die 11. Architekturbiennale wurde am 14. September 2008 unter dem Motto „Out there – Architecture beyond building“ eröffnet. Der Kurator der Ausstellung, der Amerikaner Aaron Betsky, forderte die Aussteller dazu auf, sich ihrer Wurzeln zu besinnen. Das Gebäude, so Betsky, sei der umfassendste Repräsentant von Architektur, aber auch ihr „Grabmal“, da die Architekten im Interessensgeflecht von Investoren, Bautechnikern und Qualitätsmanagern oft nicht mehr ihre Kreativität behaupten könnten. Der Architekt solle wieder zeigen dürfen, dass er vor allem Künstler ist. In den 300 Meter langen Hallen der Corderie dell’Arsenale präsentierten in diesem Sinne bekannte Büros wie Coop Himmelb(l)au, Zaha Hadid, Frank Gehry, UNStudio oder Herzog & de Meuron eher spielerische Installationen, Projektionen und Performances als konkret-anschauliche Bauprojekte.
In 56 Länderbeiträgen, die sich auf 30 Pavillons verteilten, wurde die Umwelt- und Zukunftsverantwortung der Architektur betont. Im deutschen Pavillon, der von den Berliner Architekten Friedrich von Borries und Matthias Böttger gestaltet wurde, standen die Ökologie und 20 „Projekte für eine bessere Zukunft“ im Mittelpunkt. Österreich zeigte eine raumgreifende Stadt-Installation von Pauhof Architekten, den „Archetherid“, und Arbeiten von Josef Lackner sowie eine Reihe von Interviews mit verschiedenen Architekten zum Thema Wohnbau. Die Schweiz präsentierte im vom Basler Architekten Reto Geiser kuratierten Pavillon „Explorations“ vier Fallstudien zur Architekturforschung.

### 12. Internationale Architektur-Biennale Venedig (2010)
Die 12. Architekturbiennale wurde am 29. August 2010 unter dem Motto „People Meet in Architecture“ eröffnet. Als erste Frau in der Geschichte der Biennale verantwortete die japanische Architektin und Pritzker-Preisträgerin Kazuyo Sejima die Ausstellung. Die Schau zielt nach Angaben der Kuratorin darauf ab, „andere Lebensarten zu finden“. Die Grundidee sei, „den Menschen und der Gesellschaft zu helfen, mit der Architektur und untereinander zu kommunizieren.“ Wichtiger als ein einheitliches Konzept sei dabei die Vielfalt der Perspektiven. 43 Büros aus aller Welt zeigen in den Hallen der Corderie ihre Arbeiten. Als Höhepunkt haben sich früh zwei von Rem Koolhaas genutzte Säle herauskristallisiert, in denen er den heutigen Umgang mit dem Erbe der Architektur, nicht zuletzt der fünfziger bis achtziger Jahre, thematisiert.
In den nationalen Pavillons präsentiert Österreich Arbeiten führender Architekten wie Hans Hollein, Carl Pruscha oder Raimund Abraham im Ausland sowie Beispiele internationaler Architektur in Österreich. Im Schweizer Pavillon sind neben Modellen des Tragwerksplaners Jürg Conzett Schweizer Infrastrukturbauten, vor allem Brücken, in Bildern des Fotografen Martin Linsi zu sehen. Dem Thema „Sehnsucht“ ist die Ausstellung im deutschen Haus gewidmet, an der sich über 180 Architekten und Architekturstudenten beteiligen. Der Goldene Löwe für den besten Länderbeitrag ging an Bahrain.

### 13. Internationale Architektur-Biennale Venedig (2012)
Die 13. Architekturbiennale wurde am 29. August 2012 unter dem Motto „Common Ground“ eröffnet. Dank des diesjährigen Kurators der Ausstellung, David Chipperfield, „besinne sich Architektur in Venedig endlich wieder auf das Wesentliche.“ Das Augenmerk richte sich laut Chipperfield darauf, „sich mit gemeinsamen Themen [zu] befassen, die über die eigene Position hinausgehen“. Den Goldenen Löwen als Büro erhielt Urban Think Tank aus Caracas für die Erforschung der Bauruine Torre David, eines 45-geschossigen Hochhauses, in das mittlerweile rund 3000 Menschen eingezogen waren. Den besten nationalen Beitrag fand die Jury in der Arbeit aus Japan, die sich mit dem Wiederaufbau nach dem Tsunami 2011 beschäftigt. Für sein Lebenswerk ausgezeichnet wurde der Portugiese Alvaro Siza Vieira.

### 14. Internationale Architektur-Biennale Venedig (2014)
Die 14. Internationale Architektur-Biennale eröffnete am 7. Juni 2014 und schloss am 23. November 2014. Im Januar 2013 wurde der niederländische Architekt Rem Koolhaas zum Leiter der 14. Architektur-Biennale ernannt.
Unter dem Motto „Absorbing Modernity: 1914–2014“ wurde der deutsche Beitrag von dem Zürcher Architektenduo Alex Lehnerer und Savvas Ciriacidis gestaltet. Sie bauten den Bonner Kanzlerbungalow von Sep Ruf als zentralen Beitrag 1:1 in den Deutschen Pavillon. Den Goldenen Löwen für den besten Länderpavillon erhielt der südkoreanische Pavillon.

### 15. Internationale Architektur-Biennale Venedig (2016)
2016 fand die 15. Auflage unter dem Titel Reporting from the Front vom 28. Mai bis 27. November statt. Kurator war der chilenische Architekt Alejandro Aravena. 88 Teilnehmer aus 37 Ländern waren vertreten, u. a. Raphael Zuber, Herzog & de Meuron, Tadao Ando, Peter Zumthor, David Chipperfield, SANAA und Francis Kéré. Von den 61 Länderpavillons nahmen Kasachstan, Nigeria, die Philippinen, Seychellen und Jemen erstmals teil. 2900 Journalisten wurden akkreditiert.
Der deutsche Beitrag Making Heimat. Germany, Arrival Country wurde von Peter Cachola Schmal und Oliver Elser vom Deutschen Architekturmuseum kuratiert. Aussteller war das Berliner Architektenbüro Something Fantastic, das vier große Öffnungen in den 1938 von den Nationalsozialisten umgebauten Pavillon schlug. Man orientierte sich an dem Buch Arrival Cities des kanadischen Autors Doug Saunders.
Der österreichische Beitrag Orte für Menschen, kuratiert von der Kommissarin Elke Delugan-Meissl, fand parallel zu Venedig an drei bespielten Orten in Wien statt.
Der Schweizer Beitrag Incidental Space wurde von Sandra Oehy kuratiert. Aussteller war Christian Kerez.

### 16. Internationale Architektur-Biennale Venedig (2018)
Die 16. Biennale fand vom 26. Mai bis zum 25. November 2018 statt und stand unter dem Titel Freespace. Den Goldenen Löwen der Architektur-Biennale erhielt der von Alessandro Bosshard, Li Tavor, Matthew van der Ploeg und Ani Vihervaara stammende Schweizer Beitrag Svizzera 240: House Tour sowie der britisch-amerikanische Architekt und Architekturhistoriker Kenneth Frampton für sein Lebenswerk.
Der deutsche Beitrag stand unter dem Motto Unbuilding Walls und beschäftigte sich mit den baulichen Folgen der deutschen Teilung im früheren Grenzgebiet. Beispiele waren der einstige Grenzkontrollpunkt Checkpoint Charlie in Berlin, der Europa-Radweg entlang des Eisernen Vorhangs oder das Dorf Jahrsau bei Salzwedel.
Für 2018 wurden drei Teams eingeladen, den österreichischen Beitrag zu gestalten: Henke Schreieck Architekten (Wien), LAAC Architekten (Innsbruck) sowie Sagmeister & Walsh (New York), kuratiert von Kommissärin Verena Konrad, Kunsthistorikerin und Leiterin des Vorarlberger Architekturinstituts.
Der Schweizer Beitrag Beyond Object and Abstraction wurde von Maurus Schifferli ausgestellt.

### 17. Internationale Architektur-Biennale Venedig (2021)
Die 17. Internationale Architekturausstellung hätte regulär im Jahr 2020 stattfinden sollen, wurde aufgrund der Covid-19-Pandemie aber verschoben und wurde nun vom 22. Mai bis 21. November 2021 gezeigt. Unter dem Motto How will we live together? (Wie werden wir zusammenleben?) beteiligten sich 63 Länder mit ihren Pavillons; an der zentralen Ausstellung waren 117 Architekten bzw. Architektenteams aus 46 Ländern gemeldet. Kurator war der libanesisch-amerikanische Architekt und Hochschullehrer Hashim Sarkis. Der deutsche Pavillon wurde unter dem Titel 2038 – The New Serenity (2038 – Die Neue Gelassenheit) von einem Team um Olaf Grawert, Christopher Roth, Arno Brandlhuber und Nikolaus Hirsch kuratiert. Alle Filme und Projektionen dieses Beitrags waren in einer „Pavillon-Cloud“ auch online zugänglich. Der Schweizer Pavillon wurde unter dem Leitspruch Oræ – Experiences on the Border (Oræ ist der Plural des lateinischen Wortes für Grenze) kuratiert von einem multidisziplinären Team aus Architektur- und Kunstschaffenden: Mounir Ayoub und Vanessa Lacaille vom Genfer Laboratoire d’architecture, dem Genfer Bildhauer Pierre Szczepski sowie dem Filmregisseur und Kameramann Fabrice Aragno. Ihr Beitrag erkundete die sozialen und kulturellen Strukturen an der Grenze zwischen der Schweiz und ihren Nachbarländern und die durch die Pandemie veränderten Erfahrungen der Grenzanwohner im Alltag. Der von Peter Mörtenböck und Helge Mooshammer kuratierte Beitrag Österreichs unter dem Motto We like. Platform Austria zum Phänomen des Plattform-Urbanismus diskutierte, welche Rolle digitale Plattformen künftig für die Gestaltung von Lebensräumen spielen werden. Einen Goldenen Löwen für ihr Lebenswerk erhielten bereits im März postum die italienisch-brasilianische Architektin Lina Bo Bardi und im April der spanische Pritzkerpreisträger Rafael Moneo.

### 18. Internationale Architektur-Biennale Venedig (2023)
Die 18. Biennale fand vom 20. Mai bis zum 26. November 2023 unter dem Titel The Laboratory of the Future statt. Sie wurde von Lesley Lokko kuratiert. Der Deutsche Pavillon wurde unter dem Motto Open for Maintenance – Wegen Umbau geöffnet entwickelt. Das Kuratorenteam setzte sich zusammen aus Mitarbeitern der Architekturzeitschrift Arch+ (Anh-Linh Ngo, Melissa Makele, Franziska Gödicke, Christian Hiller) und den Architekturbüros summacumfemmer (Anne Femmer, Florian Summa) und Juliane Greb (Juliane Greb, Petter Krag). Es übernahm das Gebäude samt der künstlerischen Intervention Relocating a Structure von Maria Eichhorn und die gebrauchten Materialien von 40 Länderpavillons der Kunstbiennale 2022. So entstand ein Begegnungsort mit inklusiver Rampe, ökologischen und diskriminierungsfreien Sanitäreinrichtungen, ein Versammlungsraum, eine Teeküche, eine Werkstatt und ein Materiallager. Eingeladen wurden zudem eine Reihe experimentierfreudiger Firmen, die ästhetische und konstruktive Beiträge für den Ort aus dem bereitgestellten Material fertigten. Die Schweiz hatte das Thema Neighborhood gewählt und mit der Ausgestaltung die Kunst- und Architekturprofessorin Karin Sander und den Kunst- und Architekturhistoriker Philip Ursprung, beide von der ETH Zürich beauftragt. Der Pavillon blieb weitgehend leer und nahm Kommunikation auf mit den umgebenden Bäumen und dem Venezolanischen Pavillon. Der Österreichische Pavillon warb um Partecipazione / Beteiligung. Kuratiert wurde die Gestaltung vom Architekturkollektiv AKT aus Wien und dem Architekten und Hochschullehrer Hermann Czech. Ziel war es, den Pavillon nicht nur für den Architekturtourismus, sondern für die Bevölkerung des angrenzenden Stadtviertels Castello zu öffnen. Der Goldene Löwe für den besten nationalen Pavillon ging an Brasilien, das seinem Pavillon das Thema Terra gab und von Gabriela de Matos und Paulo Tavares sinnlich gestalten ließ und die für die Wiedergutmachung an der indigenen und schwarzen Bevölkerung eintraten. Der Goldene Löwe für die beste Arbeit in der Hauptausstellung ging an Sandi Hilal und Alessandro Petti für Ente di Decolonizzazione – Borgo Rizza, die sich mit der kritischen Wiederaneignung faschistischer Architekturen in Italien am Beispiel der sizilianischen Gemeinde Borgo Rizza auseinandersetzte. Mit dem Goldenen Löwen für sein Lebenswerk wurde der nigerianische Künstler Demas Nwoko ausgezeichnet.

### 19. Internationale Architektur-Biennale Venedig (2025)
Die 19. Biennale wird vom 10. Mai bis 23. November 2025 unter dem Titel Intelligens.Natural.Artificial.Collective stattfinden. Sie wird von Carlo Ratti kuratiert.

## Filme
- Silke Hohmann und Felix von Boehm: Venedig und die Kunst der Macht. Die Geschichte der Biennale. Dokumentarfilm, rbb 2024, 53 Minuten (online verfügbar, arte).